# Вакуловський Віктор Вікторович
Ві́ктор Ві́кторович Вакуло́вський (*6 жовтня 1895, Велика Загорівка — †26 листопада 1974, Філадельфія) — український військовий і громадський діяч, член Вищого проводу Гетьманського руху[джерело?]; сотник піхоти Армії УНР.
Учасник Першого зимового походу. Лицар Залізного хреста.
Відповідно до українського законодавства є борцем за незалежність України у XX столітті.

## Життєпис
У «Curriculum vitae» зазначав:
|  | Я, громадянин УНР, Віктор Вікторович Вакуловський, родом українець, віри православної. В травні 1905 року витримав іспит на підготовчу клясу Чернігівської реальної школи, в котрій, дійшовши до 3 кляси, перевівся до Чернігівської хлоп’ячої гімназії (17 серпня 1909 р.), де й закінчив освіту 4 червня 1915 року. По закінченню гімназії поступив до Університету Св. Володимира на правничий факультет. Лекції слухав до 1 грудня 1915 року. 1 травня 1916 р. добровільно поступив у Київську Костянтинівську військову школу, котру закінчив 1 жовтня 1916 року. Повернувшись додому 1918 року, не маючи матеріальних засобів продовжувати освіту, поступив на службу в Скарбову палату в м. Чернігові. |
В українській армії УНР — з листопада 1918 року. Очевидно, служив у Наливайківському полку Запорозької дивізії.
Учасник Першого зимового походу.
Лицар Залізного хреста.
Інтернований 21 листопада 1920 року.
У 1922 року зарахований на агрономічний відділ агрономічно-лісового факультету Української Господарської академії. Дипломна робота «Асиміляція азоту бактеріями та його значіння для практичного хліборобства». Диплом УГА здобув 15 квітня 1927 року.
Батько, Віктор Аркадійович Вакуловський, у 1922 році мешкав у Чернігові. З дружиною Галиною пустив у світ дочок Вікторію і Маріанну.
У 1928-1939 роках розбудовував філії товариства «Сільський господар» у Рогатинському, Галицькому, Ходорівському і Перемишлянському повітах.
Переслідувався польською владою.
Автор статей на сьльсько-господарські теми у журналах та американській газеті «Свобода».
Іван Поритко назвав його «знаменитим бойовим старшиною української армії, визначним громадянином, чесною людиною, добрим співпрацівником і другом», стверджував, що він «солідно сповняв свої життьові обов'язки».